# Mołdawin
Mołdawin [mɔwˈdavin] (tiếng Đức: Maldewin) là một ngôi làng thuộc khu hành chính của Gmina Radowo Małe, thuộc quận Łobez, West Pomeranian Voivodeship, ở phía tây bắc Ba Lan. Nó nằm khoảng 10 kilômét (6 mi) về phía tây bắc của Radowo Małe, 21 km (13 mi) phía tây bắc obez và 60 km (37 mi) về phía đông bắc của thủ đô khu vực Szczecin.
Làng có dân số 40 người.